# Simple Needs
Simple Needs (español: Necesidades simples) es un EP de la cantante estadounidense Yvonne Elliman, lanzado el 2004 y relanzado internacionalmente el 2007. Es su primer nuevo trabajo desde el álbum Yvonne de 1979.

## Antecedentes
Durante la década de 1970, Yvonne empezó a adquirir reconocimiento gracias al éxito de sencillos como "Love Me" y "If I Can't Have You". Sin embargo, después de algunos éxitos menores, poco a poco la artista se empezó a alejar de los escenarios para dedicarse a su familia y sus dos hijos. Después de casi veinticinco años de silencio, Elliman reapareció en la escena musical, estrenando su trabajo Simple Needs con canciones escritas por ella misma y relanzándolo internacionalmente en junio del 2007. Actualmente, Elliman ha seguido actuando en festivales musicales y conciertos benéficos en todo el país y alrededor del mundo.

## Lista de canciones
- Todas las canciones escritas por Yvonne Elliman

| N.º | Título                        | Duración |  |
| 1.  | «Slippery Slide»              | 4:38     |  |
| 2.  | «Simple Needs»                | 4:40     |  |
| 3.  | «Steady As You Go»            | 3:35     |  |
| 4.  | «Queen of Clean»              | 3:00     |  |
| 5.  | «Yvonne's Dream/Simple Needs» | 4:54     |  |

## Personal
- Allen Alexander - conga, coro
- Phil Bennett - batería
- Yvonne Elliman - voz principal, guitarra, guitarra acústica, slide

## Producción
- Producido por Yvonne Elliman y Allen Alexander
- Ingenieros: Yvonne Elliman y Charley Lukela
- Masterización: Bernie Grundman
- Mixing: Charley Lukela
- Efectos de sonido/Diseño gráfico: Yvonne Elliman

## Grabación
- Grabado en Kolohe Kai Recorders, Kunia Camp, Hawái, excepto "Queen of Clean", grabado en Malibú, California